# Кафка, Габриэле
Габриэле «Элли» Кафка, в замужестве Габриэле Герман (22 сентября 1889, Прага — осень 1942, Хелмно, Генерал-губернаторство, оккупированная Польша) — младшая сестра писателя Франца Кафки.

## Биография

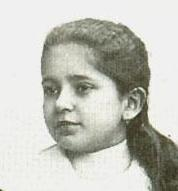
Элли Кафка примерно в 1898 году

Габриэле родилась 22 сентября 1889 года. Она посещала немецкую школу для девочек на Флейшергассе, а затем частное учебное заведение для девочек. 27 ноября 1910 года она вышла замуж за коммерческого агента Карла Германа (1883—1939). У них было трое детей: Феликс (1911—1940), Герти (1912—1972) и Ханна (1919—1942).
В письме отцу Франц так описывал Элли: «Элли — единственный пример почти удавшейся попытки вырваться из—под Твоего влияния. В детстве я меньше всего мог ожидать этого. Ведь она была таким неуклюжим, вялым, боязливым, угрюмым, пришибленным сознанием своей вины, безропотным, злым ленивым, охочим до лакомств, жадным ребёнком».
Весной 1915 года Кафка сопровождал её в Венгрию, где в то время находился Карл Герман, а за год до смерти отправился с Элли и её детьми во время летних каникул в Мюриц на Балтийском море.
Из-за мирового экономического кризиса 1929 года семья Герман столкнулась с финансовыми трудностями. Герман обанкротился и умер в 1939 году. Габриэле и её дети сильно зависели от помощи родственников.
После оккупации Чехословакии нацистской Германией 21 октября 1941 года её и её дочь Ханну депортировали в Лодзинское гетто. Весной 1942 года она временно жила там со своей сестрой Валли и её мужем.
Габриэле была убита в лагере смерти Хелмно предположительно осенью 1942 года.

## Киновоплощения
- Даниэла Голпашин — Слава жизни[англ.] (2024)
- Мариам Авалиани — Кафка (2024)